# Thomas Luckmann
Thomas Luckmann, avstrijsko-slovenski sociolog, * 14. oktober 1927, Jesenice, † 10. maj 2016.
Rodil se je na Jesenicah v slovensko-nemški družini (po materini strani iz družine Vodušek). Študiral je na Dunaju, v Innsbrucku in 1956 doktoriral iz sociologije v ZDA, kjer je mdr. predaval na fakulteti za politične in družbene znanosti v New Yorku. Kot redni profesor sociologije je deloval na Univerzi v Frakfurtu ob Majni in od 1970 na Univerzi v Konstanci (Konstanza, Nemčija), kjer je bil od leta 1994 zaslužni profesor. Kot gostujoči profesor je predaval mdr. na univerzah Harvard in Stanford v ZDA. Bil je dopisni član Slovenske akademije znanosti in umetnosti (od 1997), častni doktor ljubljanske (1992) in več drugih univerz po svetu ter od 1989 tudi naslovni redni profesor na Fakulteti za družbene vede v Ljubljani, kjer je prav tako nekajkrat predaval.  
Njegova raziskovalna področja zajemajo sociologijo znanja, sociologijo religije, sociologijo jezika in komunikacije ter filozofijo znanosti. Posebno pozornost je posvečal razmerju med filozofijo, družbeno znanostjo in vsakdanjim življenjem ter poskušal razviti filozofsko (fenomenološko) utemeljeno t. i. protosociologijo. Bil je eden najuglednješih svetovnih predstavnikov sociologije religije in teoretikov sodobne sociologije. Luckmann je najbolj znan po delu Družbena konstrukcija realnosti, ki jo je napisal skupaj s Petrom Bergerjem ter Strukture življenjskega sveta (v soavtorstvu z Alfredom Schützom).  

## Življenje
Luckmann se je rodil leta 1927 na Jesenicah v tedanji Kraljevini Jugoslaviji. Njegov oče je bil avstrijski podjetnik, mati pa Slovenka iz Ljubljane. Po materini strani je bil bratranec pesnika Boža Voduška. Odrasel je v dvojezičnem okolju, kjer je govoril slovensko in nemško, in kot otrok spoznal dve zelo različni kulturi. Na Jesenicah je obiskoval slovensko šolo do leta 1941, ko se je družina po začetku 2. svetovne vojne preselila v Celovec, kjer je obiskoval gimnazijo. Leta 1943 se je po očetovi smrti z materjo preselil na Dunaj. Tam je samodejno dobil nemško državljanstvo in bil leta 1944 vpoklican v nemško vojsko, kjer je služil v pomožnem letalskem osebju. Zaradi manjših poškodb so ga tik pred koncem vojne premestili v vojaško bolnišnico na Bavarskem. Tam so ga zajeli ameriški vojaki in leta 1945 je postal vojni ujetnik, a je po treh mesecih pobegnil iz ujetništva. Vrnil se je na Dunaj, kjer so mu zaradi vpoklica v vojsko priznali maturo. Začel je študirati filozofijo in jezikoslovje na Univerzi na Dunaju in nato v Innsbrucku.
Leta 1950 se je poročil z Benito Petkevic, rojeno v Latviji. Poroka je pomenila prelomnico v njegovem življenju. Z ženo sta se odselila v ZDA, kjer je v New Yorku sprva delal kot šofer, žena pa kot strojepiska. Nadaljeval je s študijem sociologije in filozofije na New School for Research, kjer je spoznal ljudi, ki so ključno vplivali na njegovo delo. Z ženo sta imela tri hčere – Majo, Maro in Metko. Umrl je zaradi raka 10. maja 2016 v 88. letu starosti na svojem domu v Avstriji.
Luckmanna je v mladosti zanimalo jezikoslovje, zgodovina in filozofija. Tudi v ZDA je kot glavni študijski predmet izbral filozofijo, sociologijo pa le kot dodatnega. V sociologijo se je usmeril pod vplivom profesorjev Alfreda Schütza, Doriona Cairnsa, Alberta Salomona in Carla Meyera, po katerih se je zgledoval. Sociologijo je pobliže spoznal preko Schützovega dela na področju sociološke fenomenologije. Nato je spoznal Bergerja, s katerim je kasneje skupaj napisal eno svojih najbolj znanih del (Družbena konstrukcija realnosti). S sociologijo religije se je seznanil, ko ga je Meyer prosil, da opravil terensko raziskavo o cerkvah v Zahodni Nemčiji po 2. svetovni vojni. To ga je tako prevzelo, da se je vpisal na doktorski študij sociologije. Svojo prvo akademsko službo je dobil na univerzi Hobart College v Genevi v ameriški zvezni državi New York, nato pa se je po smrti Alfreda Schütza vrnil na svojo matično univerzo. Profesorski položaj je dobil leta 1965 na Univerzi v Frankfurtu. Po objavljenih knjigah v letih 1963 in 1966 ter odmevnih esejih je leta 1970 postal profesor sociologije na Univerzi v Konstanci, kjer je delal do upokojitve  in potem postal zaslužni profesor. V Konstanci se je ukvarjal z interdisciplinarnimi raziskavami in napisal številne eseje o sporazumevanju, jezikoslovju, literaturi in zgodovini.

## Raziskovalna področja in znanstvene teorije

### Filozofija in socialna kognicija
Luckmann je pripadal fenomenološko usmerjeni sociološki šoli, katere začetnik je bil avstrijsko-ameriški raziskovalec Alfred Schütz. Luckmannovo delo je temeljnega pomena za področja fenomenološke sociologije, sociologije religije v sodobnih družbah ter sociologije znanja in sporazumevanja. Zaradi svoje interdisciplinarne narave ostaja zelo aktualno.

### Socialni konstrukcionizem
Socialni konstrukcionizem lahko namesto kot teorijo bolje opredelimo kot pristop k družbenim pojavom. Luckmannov socialni konstrukcionizem se kaže v stališču, da je vse znanje družbeno pogojeno, vključno z najbolj osnovnimi zdravorazumskimi predstavami o vsakdanjosti ter pojmi, kot so spol, narodnost, narod in religija. Vse to se vzdržuje skozi socialne interakcije, zlasti skozi jezik. Skupaj s Petrom Bergerjem je Luckmann leta 1966 izdal knjigo Družbena konstrukcija realnosti, ki je pojem "družbena konstrukcija" vpeljala v sociološki besednjak. Pomembna je bila tudi za sociologijo religije, saj je odstopala od pogleda, da imajo verske vrednote osrednjo vlogo v družbenem redu, in trdila, da družbeni red konstruirajo posamezniki in/ali skupine. Knjigo so doslej prevedli v trinajst jezikov in sodi med temeljno sociološko literaturo. Berger je o knjigi dejal: "Nekdo me je vprašal, zakaj knjiga ni imela takojšnjega vpliva? Vpliv je prišel precej kasneje, zato sem mu odgovoril, da komorne glasbe ne moreš izvajati na rokovskem koncertu. In v primerjavi s tedanjim dogajanjem v družboslovju sva z Luckmannom izvajala komorno glasbo."

### Sociologija religije
Ko je zaključil s terenskim delom v Nemčiji in napisal svojo disertacijo, so Luckmanna prosili, da napiše pregledne članke o sociologiji religije. Ker so ga pozitivistični pogledi na sociologijo religije, ki jih je podpirala cerkev, razočarali, je leta 1963 napisal knjigo Nevidna religija. Angleški prevod je izšel leta 1967. Luckmann meni, da obstajajo štiri oblike religije. Prva je "splošna in nespecifična osnovna družbena oblika, ki predstavlja objektiven celovit pogled na svet in daje pomen obstoju družbe." Druga je "specifična institucionalna družbena oblika religije, ki jo določajo verske predstave, ki tvorijo sveto vesolje, le-to pa je del pogleda na svet." Tretja je "splošna nespecifična oblika osebne religioznosti, ki je ponotranjen subjektivni sistem vrednot, ki odseva objektivizirano splošno in nespecifično osnovno družbeno obliko religije." Zadnja je "posebna biografska oblika religioznosti v posameznikovi zavesti." Na podlagi Durkheimovega dela je Luckmann razvil funkcionalni pogled na teoretične cilje. V svojih teorijah je ponovil Durkheimovo prepričanje, da je "prvotni simbolni sistem, ko se je človek ločil od živalskega sveta, bil verski." Namesto da bi sledil razširjenim razlagam sekularizacije, je Luckmann poudaril nastanek nove oblike religije v 20. stoletju: zasebne religije. Menil je, da sta razcvet različnih pogledov na svet in institucionalno posplošenje religije vodila v zasebnost religije, ne pa v njeno opustitev. Čeprav je bila na začetku deležna ostrih kritik, je Nevidna religija postala temeljno delo sociologije religije 20. stoletja, zlasti v povezavi z Družbeno konstrukcijo realnosti.

### Sociologija znanja in sporazumevanja
Luckmannov prispevek k sociologiji znanja in sporazumevanja izhaja iz njegove skrbne analize povezanosti med sociokulturnimi jezikovnimi praksami in konstrukcijo družbene realnosti. Njegova sociologija znanja nudi teoretični okvir za preučevanje diskurza. Na podlagi analiz pogovorov je izdelal teorijo "sporazumevalnih žanrov", v kateri načini izražanja, kot so opravljanje, pregovori in šale, služijo kot oblike družbenega znanja in orodja za oblikovanje družbene strukture. Na ta način nudi celovit pogled na družbo kot simbolni red in simbolni vrstni red, kar vključuje ravni in izvajalce ter njihove interakcije. Luckmann izpostavlja vlogo jezika v vsakdanjem "sporazumevalnem kolesju" pri konstrukciji skupne družbene resničnosti. Z etnografijo govora je preučeval načine socialne interakcije, ki se razlikujejo glede na vir družbenih omejitev.

### Družbena dejavnost
Luckmann je na področju analize družbene dejavnosti nadaljeval delo Alfred Schütza in leta 1982 na podlagi Schützovih zapiskov in nedokončanih rokopisov dokončal knjigo Strukture življenjskega sveta, ki je izšla po Schützovi smrti. Z delom na podlagi Schützove analize je nadaljeval in leta 1992 izdal Teorijo družbene dejavnosti.

## Priznanja
Skupaj z Richardom Grathoffom in Walterjem Sprondelom je Luckmann osnoval Družboslovni arhiv v Konstanci (znan tudi kot spominski arhiv Alfreda Schütza). Tam je s sodelavci zbiral gradivo o družboslovju v Nemčiji in kasneje je ustanova postala uradni arhiv Nemškega sociološkega združenja. Arhiv hrani tudi izvirnike Luckmannovih del.
Leta 1989 je Luckmann postal nazivni redni profesor na Fakulteti za družbene vede Univerze v Ljubljani. Leta 1992 je prejel častni doktorat Univerze v Ljubljani in leta 1997 postal dopisni član Slovenske akademije znanosti in umetnosti. Leta 1998 je prejel častni doktorat Norveške univerze za znanost in tehnologijo. Nemško sociološko združenje mu je leta 2002 na svojem kongresu podelilo nagrado za izjemne življenjske prispevke k sociologiji in ga leta 2016 imenovalo za častnega člana. Leta 2004 je postal častni član Slovenskega sociološkega društva.

## Dela
- Problem religije v moderni družbi (1963) - Das Problem der Religion in der modernen Gesellschaft
- Družbena konstrukcija realnosti (1966 /slov.prevod 1988 - s Petrom L. Bergerjem) - Die gesellschaftliche Konstruktion der Wirklichkeit
- Nevidna religija (1967 /1997) - Die unsichtbare Religion
- The structures of Life-World I, II (1973, 1989) (soavtor)
- Sociologija jezika (1975) - Soziologie der Sprache /Sociology of Language
- Strukture življenjskega sveta (1982, iz zapuščine Alfreda Schütza) - Strukturen der Lebenswelt
- Življenjski svet in družba (1980) - Lebenswelt und Gesellschaft
- Modernost, pluralizem in kriza smisla : orientacija modernega človeka (s Petrom L. Bergerjem, 1999)
- Družba, komunikacija, smisel, transcendenca (2007)